# Vilardante (Noya)
Vilardante es una localidad del municipio español de Noya, provincia de La Coruña, Galicia. Está situada en la parroquia de Roo a 8.4 kilómetros de la capital municipal.
En el año 2011 tenía 19 habitantes (9 hombres y 10 mujeres).
- Datos: Q11705097